# Министерство здравоохранения Греции
Министерство здравоохранения Греции (греч. Υπουργείο Υγείας της Ελλάδας) — центральный орган исполнительной власти, ответственный за формирование и реализацию государственной политики в области здравоохранения в Греции и является главным её регулятором. Министерство играет ключевую роль в обеспечении доступа граждан к медицинским услугам, профилактике заболеваний и улучшении общего состояния здоровья населения. С 27 июня 2023 года министр — Михалис Хрисохоидис (греч. Μιχάλης Χρυσοχοΐδης)
Греческая система здравоохранения сочетает в себе элементы государственного и частного секторов. В государственном секторе параллельно существуют созданная в 1983 году национальная служба здравоохранения (НСЗ) и система социального страхования. Система социального страхования состоит из большого числа фондов и разнообразных схем, которые находятся в юрисдикции Министерства занятости и социальной защиты (бывшее Министерство труда и социального обеспечения). Каждая страховая организация регулируется собственными законодательными актами и во многих случаях существует разница в страховых взносах, охвате населения, предоставляемой программе страхования и условиях предоставления услуг, что приводит к неравенству в доступе и финансировании.
Здравоохранение в Греции обеспечивается Национальной службой здравоохранения или ESY (греч. Εθνικό Σύστημα Υγείας, ΕΣΥ).